# ریوگو کابوراگی
ریوگو کابوراگی (ژاپنی: 鏑木 亮吾؛ زادهٔ ۲۳ مارس ۱۹۸۹) یک بازیکن فوتبال اهل ژاپن است.
از باشگاه‌هایی که در آن بازی کرده‌است می‌توان به باشگاه ورزشی یوکوهاما اشاره کرد.